# واجادو (أسطورة)
واجادو (بالإنجليزية: Wagadu)‏ في أساطير أفريقيا (موريتانيا) هي إلهة سونينكي التي كان اختفائها وإعادة اكتشافها موضوع ملحمة داوسي القديمة.